# Paésine

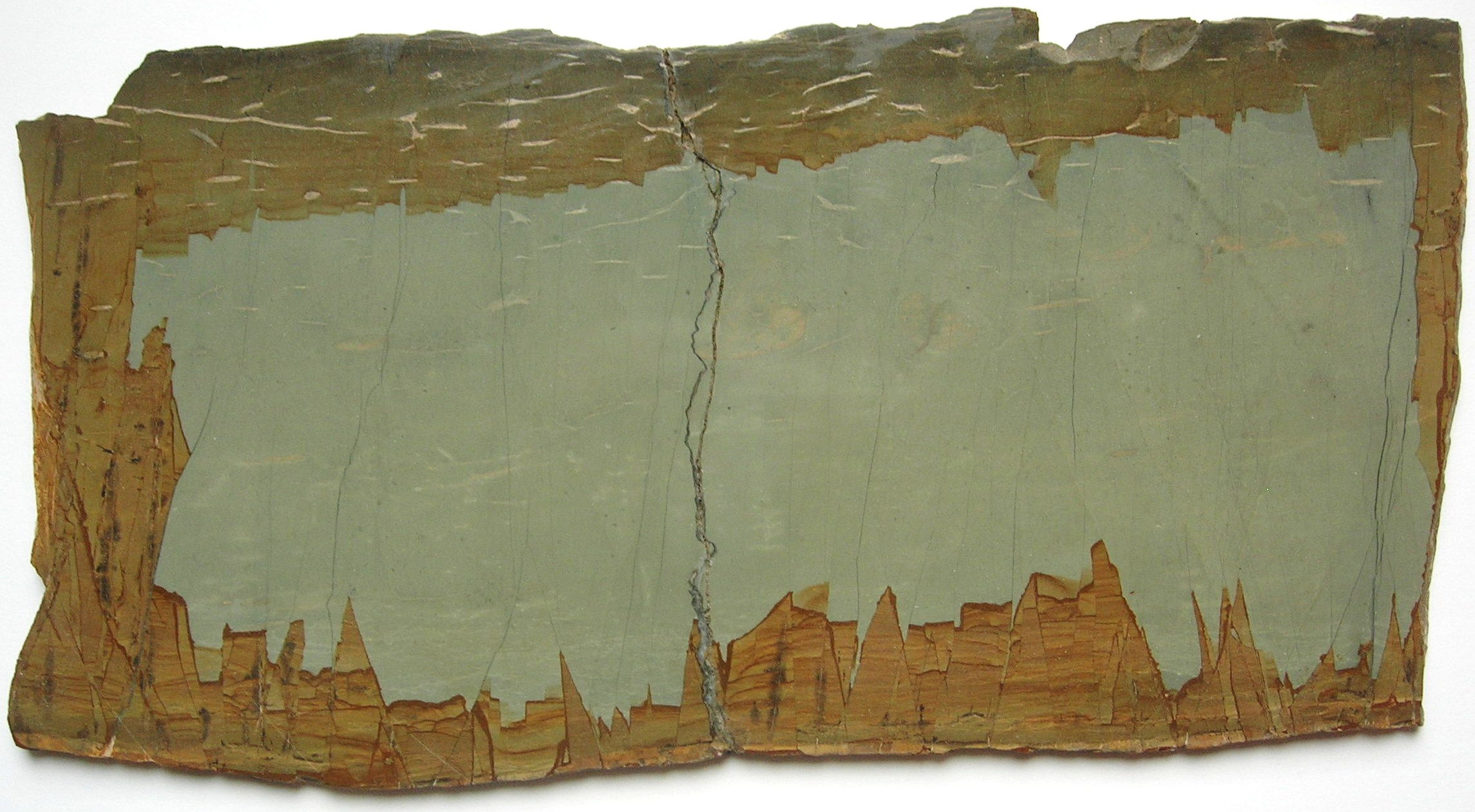
"Pietra paesina"

La paésine est un calcaire métamorphique que l'on trouve en Italie.
Les nombreuses fissures et les sels minéraux donnent un aspect ruiniforme à cette roche lorsqu'elle est polie.
On l'appelle encore « marbre de Toscane » ou « marbre de Florence ».